# Joves Ecosocialistes
Joves Ecosocialistes (Joves Eco) es defineix com "una organització juvenil política, social, cultural i laica que vol sumar el major nombre de voluntats en favor d'una societat de persones iguals en drets, lliures i diverses". L'organització s'emmarca en les corrents ecosocialista i ecofeminista. Joves Ecosocialistes és una organització autònoma que forma part de l'espai polític de Catalunya en Comú des de la seva fundació al 2017. Està vinculada amb l'ecologisme polític tant a nivell català com a nivell europeu, on és organització membre de la Federació de Joves Verds Europeus. Les seves organitzacions polítiques de referència són Catalunya en Comú, Barcelona en Comú, Podem i Sumar.
L'organització va ser fundada el 1992 com a Joves amb Iniciativa (JaI) com a resultat de la unió entre la Joventut Comunista de Catalunya (JCC, l'organització juvenil del Partit Socialista Unificat de Catalunya) i Entesa de Joves Nacionalistes d'Esquerra (EJNE, l'organització juvenil de l'Entesa dels Nacionalistes d'Esquerra). L'any 2000 l'organització va canviar el nom pel de Joves d'Esquerra Verda (JEV), en referència a l'esquerra verda europea i l'ecosocialisme. El 2021 va acabar adoptant la seva denominació actual, Joves Ecosocialistes, iniciant així una nova etapa caracteritzada per la seva participació i implicació a l'espai de Catalunya en Comú i En Comú Podem.

## Història
Després de la caiguda del mur de Berlín l'any 1989 i la caiguda del món soviètic, les organitzacions comunistes van entrar en un moment de repensament polític, orgànic i estratègic. A Catalunya, el nou paradigma polític i econòmic van fer avançar al Partit Socialista Unificat de Catalunya i a la Joventut Comunista de Catalunya a la formació d'Iniciativa per Catalunya juntament amb l'Entesa dels Nacionalistes d'Esquerra i l'Entesa de Joves Nacionalistes d'Esquerra.
Joves amb Iniciativa, amb la fusió de la JCC i la EJNE, es funda al 1992 sota els ideals de construir els pilars fonamentals de l'anticapitalisme eurocomunista a Catalunya: l'ecologisme, per crear un nou sistema sostenible; el feminisme, per lluitar per la igualtat entre homes i dones; i un catalanisme popular enllaçat al sindicalisme de classe.
Als anys noranta, amb la construcció de l'espai d'Iniciativa per Catalunya Verds, l'associació va procedir a canviar de nom pel de Joves d'Esquerra Verda. Aquest canvi va suposar també una renovació ideològica, ja que va ser la primera organització juvenil a Catalunya que va reivindicar l'ecosocialisme com a ideologia, cosa que va influenciar en la definició d'ICV com una formació ecosocialista.
Durant el període d'emergència de diversos moviments climàtics a nivell europeu i a Catalunya i degut a la dissolució d'ICV, JEV va iniciar un canvi organitzatiu i ideològic sota el nom de Joves Ecosocialistes, per tal de donar continuïtat al llegat històric de l'organització en el nou marc de confluències d'esquerres que s'estava duent a terme a l'Estat Espanyol. L'objectiu que l'organització reivindica és seguir defensant l'ecosocialisme juvenil català dins de l'espai polític de Catalunya en Comú, així com seguir desenvolupant la presència del Partit Verd Europeu a Catalunya.

## Ideologia[1]
Joves Ecosocialistes defensen l'ecosocialisme com a resposta a la crisi climàtica. Davant la situació d'emergència climàtica, l'organització aposta per articular un sistema ideològic i de praxi política per donar-hi resposta. L'organització considera que això implica reconèixer, primerament, que el sistema capitalista, en el seu vessant neoliberal, és la causa d'aquesta situació que vivim.
En altres aspectes, l'organització aposta per la justícia social i la defensa de col·lectius vulnerables.

## Coordinació Nacional
La Coordinació Nacional de Joves Ecosocialistes és el càrrec de màxima direcció i representació de l'organització, està composta per dues persones i s'escull a l'Assemblea Nacional. Des del 2002, la Coordinació Nacional de Joves Ecosocialistes s'ha de compondre per mínim una dona. Hi ha hagut un total de 9 períodes diferenciats per les coordinacions nacional que ha tingut l'entitat juvenil.
| Període   | Coordinació Nacional                               |
| --------- | -------------------------------------------------- |
| 1992-1996 | Josep Vendrell                                     |
| 1996-2000 | Joan Herrera                                       |
| 2000-2002 | Sergi de Maya i Roger Morales                      |
| 2002-2004 | Susi Montón i Bernat Pérez                         |
| 2004-2008 | Laia Ortíz i Castellví i David Cid                 |
| 2008-2012 | Janet Sanz i Miguel Ángel Díaz                     |
| 2012-2016 | Anna Rovira i Pau Planelles                        |
| 2016-2018 | Munsa Mompió i Gabino Martínez                     |
| 2018-2021 | Esther García Fernández (fins 2019) i Marc Collado |
| 2021-2025 | Anna Winkelmann i Dani Sosa                        |
| 2025-Act. | Marina Rodríguez i Arnau Morales                   |

## Militants
Joves Ecosocialistes històricament s'ha reivindicat com una organització útil per a la creació de nous quadres polítics per a la seva organització política de referència. Alguns polítics que han format part d'aquesta organització juvenil són Ernest Urtasun, Aina Vidal, David Cid, Aïda Llauradó, Janet Sanz, Laia Ortiz, Joan Herrera, Josep Vendrell, Candela López, Maria Freixanet, Lídia Muñoz i Pau González.
Per altra banda, també ha donat molta importància a la recuperació de la memòria històrica i a la lluita antifranquista del Partit Socialista Unificat de Catalunya. Des de l'organització col·laboren anualment amb entitats memorialistes, entre elles l'Associació d'Expressos Polítics del Franquisme, per l'organització de l'homenatge als afusellats del PSUC. Son militants d'honor de l'organització persones com Miguel Núñez, Maria Salvo, Enric Pubill, Lluís Martí Bielsa, Carme Casas, Leandre Saún i Romuald Grané.